# 1782 en arts plastiques
| Années des arts plastiques : 1779 - 1780 - 1781 - 1782 - 1783 - 1784 - 1785    |
| Décennies des arts plastiques : 1750 - 1760 - 1770 - 1780 - 1790 - 1800 - 1810 |

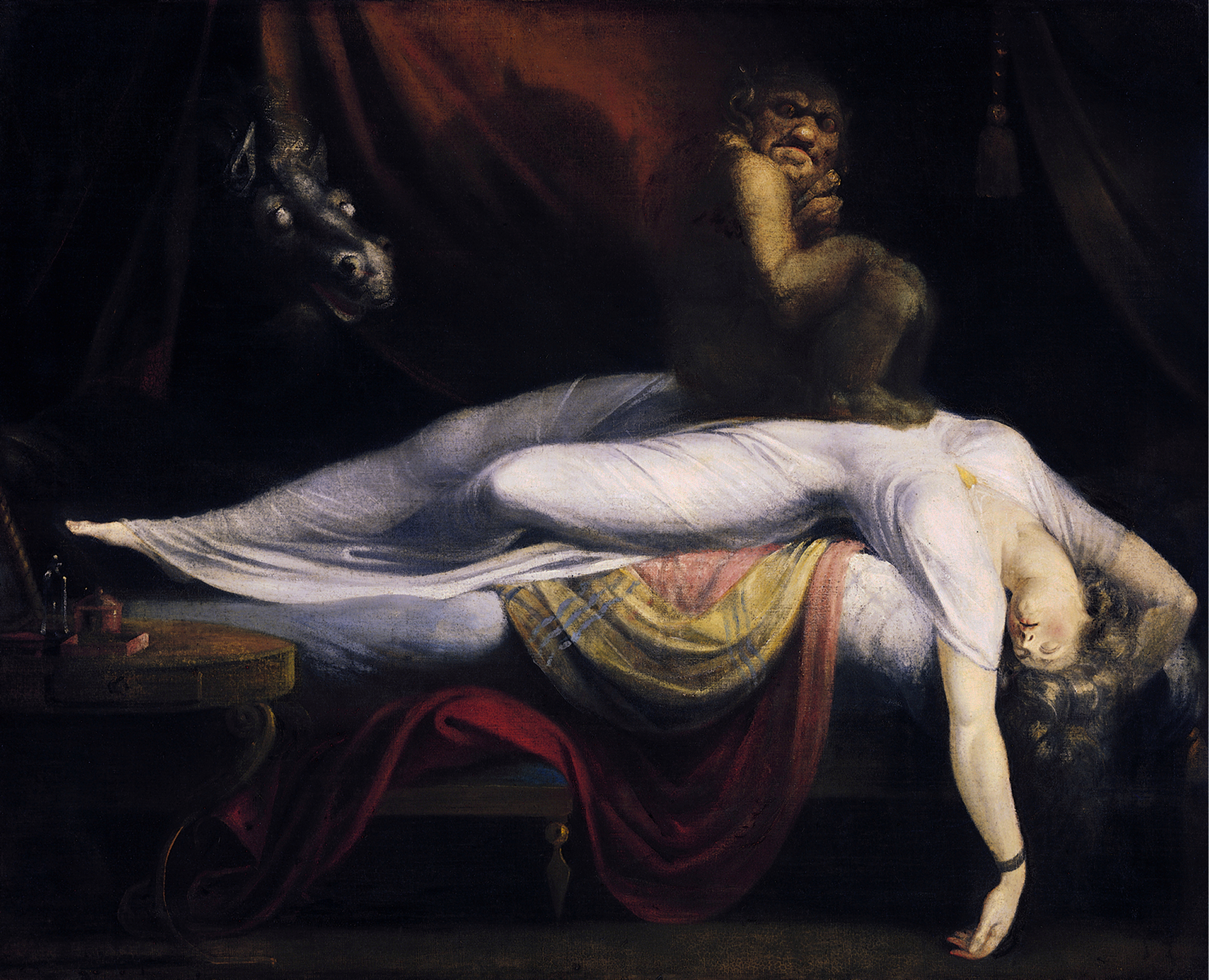
Le Cauchemar, de Johann Heinrich Füssli.

Cette page concerne l'année 1782 en arts plastiques.

## Œuvres
- 1781-1783 : Saint Bernardin de Sienne prêchant devant Alphonse V d'Aragon, huile sur toile de Francisco de Goya

## Naissances
- 30 janvier : Pierre-Nolasque Bergeret, peintre et lithographe français († 21 février 1863),
- 7 mars : Henryka Beyer, peintre allemande († 24 octobre 1855),
- 16 mai : John Sell Cotman, peintre, graveur et illustrateur anglais († 24 juillet 1842),
- 6 juin : Nicolas Henri Jacob, peintre, dessinateur et lithographe français († 1er février 1871),
- 16 juin : Pierre Félix Trezel, peintre français († 16 juin 1855),
- 9 juillet : Lancelot Théodore Turpin de Crissé, peintre et collectionneur d'art français († 15 mai 1859),
- 13 juillet : Ferdinand-Marie Delvaux, peintre français d'origine flamande († 27 septembre 1815),
- 17 août : Pierre-Luc-Charles Ciceri, peintre et décorateur de théâtre français († 22 août 1868),
- 22 septembre : Fredric Westin, peintre d'histoire et de portrait suédois († 13 mai 1862),
- 24 novembre : Théodore Richard, peintre français († 18 novembre 1859),
- ? : Charles-Louis Schuler, peintre, graveur et dessinateur français († 1852).

## Décès
- 1er mai : Laurent-Pierre Lachaussée, graveur, éditeur et marchand d'estampes français,
- 6 mai : Johann Caspar Füssli, peintre portraitiste et écrivain suisse (° 3 janvier 1706),
- 26 juin : Antonio Visentini, peintre, architecte et graveur italien de l'école vénitienne (° 21 novembre 1688),
- 19 août : Francesco de Mura, peintre italien (° 21 avril 1696),
- 9 novembre : Anna Dorothea Therbusch, peintre allemande d’origine polonaise (° 23 juillet 1721),
- ? :
  - Maria Maddalena Baldacci, peintre baroque italienne (° 1718),
  - William Doughty, peintre et graveur britannique (° vers 1757),
  - Pierre Fréret, sculpteur et peintre français (° 23 novembre 1714),
  - Pietro Antonio Lorenzoni, peintre baroque italien (° 1721).
  - Juan Ramírez de Arellano, peintre baroque espagnol